# Sägezahnfühler-Nadelholzspanner
|  | Dieser Artikel wurde aufgrund von formalen oder inhaltlichen Mängeln in der Qualitätssicherung Biologie im Abschnitt „Insekten“ zur Verbesserung eingetragen. Dies geschieht, um die Qualität der Biologie-Artikel auf ein akzeptables Niveau zu bringen. Bitte hilf mit, diesen Artikel zu verbessern! Artikel, die nicht signifikant verbessert werden, können gegebenenfalls gelöscht werden. Lies dazu auch die näheren Informationen in den Mindestanforderungen an Biologie-Artikel. |

Der Sägezahnfühler-Nadelholzspanner oder Britischer Tannenspanner (Thera britannica) ist ein Schmetterling aus der Familie der Spanner (Geometridae).

## Merkmale
Die Falter erreichen eine Flügelspannweite von 24 bis 27 Millimeter bei den Männchen und 27 bis 31 Millimeter bei den Weibchen. Sie sind sehr variabel gefärbt. Am häufigsten kommen dunkelbraune Formen mit breit weiß eingefasstem Mittelfeld vor, seltener sind Formen, welche beinweiß sind und oft eine graue Übertönung besitzen. Die Mittel- und Basalfelder sind dunkelgrau und zum Saum hin eingeschnürt. Am Hinterrand befinden sich drei eiförmige, rotbraun ausgefüllte Flächen. Am Hinterrand verengt sich das bis zum unteren Querast breite Mittelfeld. Ein weißes Wellenband durchschneidet das dunkle Saumfeld. Die grauen Hinterflügel besitzen eine geschwungene Mittellinie. Die Unterseite ist fast weiß, bei allgemein dunkleren Exemplaren ist auch die Unterseite dunkler.
Die eher schmale Raupe ähnelt einer Fichtennadel und ist grün gefärbt. Gattungstypische kleine spitze Fortsätze kommen im Analbereich vor. Begrenzt wird die dunkelgrüne Dorsallinie von feinen weißen Linien. Die am Thorax und Analbereich deutlich verbreiterte Laterallinie ist zitronengelb gefärbt. Die Beine sind grün, selten sind sie leicht rot übertönt. Die 0,7 mm langen und 0,4 mm breiten Eier sind anfangs grünlich weiß und später hellgelb gefärbt. Die Puppe besitzt die gleiche Grundfarbe wie die Raupe.

### Ähnliche Arten
Die Art kann anhand der Zeichnung kaum von Thera variata (Denis & Schiffermüller, 1775) unterschieden werden. Die Männchen können leicht anhand der Fühler unterschieden werden. Diese besitzen bei Thera britannica sägezahnartige Fühlerglieder, welche man von der Seite aus mit einer Lupe leicht erkennen kann. Von oben bzw. unten sind diese sägezahnartigen Fühlerglieder allerdings nicht zu erkennen. Bei den Weibchen ist die sichere Trennung zwischen Thera britannica und Thera variata selbst durch Genitaluntersuchung manchmal nicht möglich. Die Männchen von Thera obeliscata können ebenso leicht anhand der Fühler von Thera britannica unterschieden werden, die Weibchen nur durch Genitaluntersuchung.

## Verbreitung
Der Sägezahnfühler-Nadelholzspanner ist von den Britischen Inseln und Frankreich über Mitteleuropa bis in den Norden der Karpaten verbreitet. Im Norden findet man die Art bis in den Süden Skandinaviens. Im Süden existieren isolierte Vorkommen in den Pyrenäen, auf Korsika, auf der Apenninhalbinsel, in den Karpaten sowie in den Gebirgen Griechenlands (einschließlich Peloponnes) sowie in Bulgarien. In den nördlichen Regionen der Alpen ist die Art häufiger als in den südlichen Gebieten. Außerhalb von Europa gibt es bestätigte Nachweise aus dem Nordwesten und Nordosten der Türkei, aus dem Transkaukasus und dem Kaukasus. Bei diesen Nachweisen kann es sich aber auch um eine bisher unbekannte Art oder Unterart handeln.

## Lebensweise
Die nachtaktiven Falter fliegen in zwei Generationen von Ende April bis Anfang Juni und von Anfang August bis Ende Oktober. Die Raupen der ersten Generation überwintern und können von Mitte August bis in den Herbst und im Frühjahr bis Ende März gefunden werden, die Raupen der zweiten Generation, sind von Ende Mai bis Ende Juni zu finden. Diese Raupen wachsen innerhalb von vier Wochen heran, die der ersten Generation hingegen fressen weniger und überwintern als kleine Raupen. Als Futterpflanze dienen Tannen (Abies) und Fichten (Picea), weshalb die Art auch meist nur in Tannen- und Fichtenwäldern vorkommt, teilweise findet man sie auch in Siedlungsgebieten. Dort fliegt sie in der Dämmerung und in der Nacht und kommt auch gern ans Licht und an Köder. Tagsüber sitzen die Falter zwischen Zweigen. Normalerweise lassen sie sich nicht leicht aufschrecken, nur bei wärmeren Temperaturen lassen sich vor allem Männchen leichter aufschrecken. Für die Falter dienen diverse kleinblütige Pflanzen aber auch austretende Baumsäfte als Nahrung. Am häufigsten sind sie auf Huflattich (Tussilago farfara) und Pestwurz (Petasites) im Frühjahr und auf Wasserdost (Eupatorium) im Spätsommer zu finden.

## Systematik
Die Art wurde erstmals 1920 von Höfer unter dem ungültigen Namen Thera variata ab. albonigrata  beschrieben. Gornik stellte 1942 fest, dass es sich dabei um eine von Th. variata verschiedene Art handelt, die als Thera albonigrata Gornik, 1942 bezeichnet wurde. Später fand man heraus, dass die Unterart Thera variata britannica Turner, 1925 mit albonigrata  identisch ist. Der gültige Name der Art ist daher Thera britannica.

## Belege
1. 1 2  Axel Hausmann, Jaan Viidalepp: The Geometrid Moths of Europe. In: Axel Hausmann (Hrsg.): The Geometrid Moths of Europe. 1. Auflage. Volume 3: Larentiinae II. Apollo Books, Stenstrup 2012, ISBN 978-87-88757-39-2, S. 236 (englisch).
2. ↑  Europäische Schmetterlinge (Seite nicht mehr abrufbar, festgestellt im Mai 2019. Suche in Webarchiven)  Info: Der Link wurde automatisch als defekt markiert. Bitte prüfe den Link gemäß Anleitung und entferne dann diesen Hinweis., Thera britannica
3. 1 2  Natur in NRW, Thera britannica; Abschnitt: Besondere Merkmale; (Nachweis für gesamten Abschnitt: Merkmale)
4. 1 2  Lepiforum, Thera britannica; Abschnitt: Diagnose
5. 1 2  Sven Erlacher: Thera britannica (TURNER, 1925) – eine neue Spannerart für die sächsische Fauna (Lepidoptera: Geometridae), Chemnitz PDF (Memento des Originals vom 4. März 2016 im Internet Archive)  Info: Der Archivlink wurde automatisch eingesetzt und noch nicht geprüft. Bitte prüfe Original- und Archivlink gemäß Anleitung und entferne dann diesen Hinweis.; Abschnitt: "Zur Unterscheidung von Thera britannica und Thera variata";
6. ↑  Malcolm J. Scoble: Geometrid moths of the world. A catalogue (Lepidoptera: Geometridae). Apollo Books, Stenstrup 1999, ISBN 0-643-06304-8